# العلاقات الإيطالية النيوزيلندية
العلاقات الإيطالية النيوزيلندية هي العلاقات الثنائية التي تجمع بين إيطاليا ونيوزيلندا.

## مقارنة بين البلدين
هذه مقارنة عامة ومرجعية للدولتين:
| وجه المقارنة                                              | إيطاليا                                                  | نيوزيلندا                                              |
| --------------------------------------------------------- | -------------------------------------------------------- | ------------------------------------------------------ |
| المساحة (كم2)                                             | 301.34 ألف                                               | 268.02 ألف                                             |
| عدد السكان (نسمة)                                         | 60.60 مليون                                              | 4.24 مليون                                             |
| الكثافة السكانية (ن./كم²)                                 | 201.1                                                    | 15.82                                                  |
| العاصمة                                                   | روما، فلورنسا، تورينو                                    | ويلينغتون، أوكلاند                                     |
| اللغة الرسمية                                             | اللغة الإيطالية                                          | لغة إنجليزية، اللغة الماورية، لغة الإشارة النيوزيلندية |
| العملة                                                    | يورو، ليرة إيطالية                                       | دولار نيوزيلندي، الجنيه النيوزيلندي                    |
| الناتج المحلي الإجمالي (بليون دولار)                      | 1.93 تريليون                                             | 205.85 مليار                                           |
| الناتج المحلي الإجمالي (تعادل القوة الشرائية) بليون دولار | 2.26 تريليون                                             |                                                        |
| الناتج المحلي الإجمالي الاسمي للفرد دولار أمريكي          | 29.96 ألف                                                |                                                        |
| الناتج المحلي الإجمالي للفرد دولار أمريكي                 | 35.46 ألف                                                |                                                        |
| مؤشر التنمية البشرية                                      | 0.873                                                    | 0.914                                                  |
| رمز المكالمات الدولي                                      | +39                                                      | +64                                                    |
| رمز الإنترنت                                              | .it                                                      | .nz                                                    |
| المنطقة الزمنية                                           | توقيت وسط أوروبا، ت ع م+01:00، ت ع م+02:00، أوروبا/روما ‏ | ت ع م+13:00، ت ع م+12:00                               |

## منظمات دولية مشتركة
يشترك البلدان في عضوية مجموعة من المنظمات الدولية، منها:
| علم المنظمة | اسم المنظمة                               | تاريخ انضمام إيطاليا | تاريخ انضمام نيوزيلندا |
| ----------- | ----------------------------------------- | -------------------- | ---------------------- |
|             | منظمة التعاون الاقتصادي والتنمية          | 29 مارس 1962         | ?                      |
|             | منظمة التجارة العالمية                    | 1995                 | ?                      |
|             | الاتحاد البريدي العالمي                   | ?                    | ?                      |
|             | الوكالة الدولية للطاقة                    | ?                    | ?                      |
|             | مجموعة الموردين النوويين                  | ?                    | ?                      |
|             | يونسكو                                    | ?                    | 4 نوفمبر 1946          |
|             | الفريق المعني برصد الأرض                  | ?                    | ?                      |
|             | مؤسسة التمويل الدولية                     | 27 ديسمبر 1956       | 31 أغسطس 1961          |
|             | المركز الدولي لتسوية المنازعات الاستشارية | 28 أبريل 1971        | 2 مايو 1980            |
|             | بنك التنمية الآسيوي                       | 1966                 | 1966                   |
|             | منظمة حظر الأسلحة الكيميائية              | ?                    | ?                      |
|             | مؤسسة التنمية الدولية                     | 24 سبتمبر 1960       | 1 أكتوبر 1974          |
|             | مجموعة أستراليا                           | 1985                 | 1985                   |
|             | نظام تحكم تكنولوجيا القذائف               | 1987                 | 1991                   |
|             | وكالة ضمان الاستثمار متعدد الأطراف        | 29 أبريل 1988        | 22 أبريل 2008          |
|             | الاتحاد الدولي للاتصالات                  | 1866                 | 3 يونيو 1878           |
|             | منظمة الشرطة الجنائية الدولية             | ?                    | ?                      |
|             | الأمم المتحدة                             | 14 ديسمبر 1955       | 24 أكتوبر 1945         |
|             | البنك الدولي للإنشاء والتعمير             | 27 مارس 1947         | 31 أغسطس 1961          |
|             | المنظمة الهيدروغرافية الدولية             | ?                    | ?                      |

## وصلات خارجية
- موقع وزارة الخارجية الإيطالية
- موقع وزارة الخارجية النيوزيلندية